# Lockheed Martin A-4AR Fightinghawk
Lockheed Martin A-4AR Fightinghawk (с англ. дословно — боевой ястреб) — это глубокая модернизация штурмовика McDonnell Douglas A-4M Skyhawk, разработанного для ВВС Аргентины, который поступил на вооружение в 1998 году. Программа получила название Fightinghawk в честь истребителя F-16 Fighting Falcon, который был источником его новой авионики.

## Дизайн и разработка

### Предыстория
Фолклендская война 1982 года нанесла тяжёлый урон аргентинским ВВС, потерявшим более 60 самолётов.
Поставки современных боевых самолётов были ограничены с тех пор, как в 1978 году Соединённые Штаты ввели эмбарго на поставки оружия за нарушения прав человека; Хотя экономическая ситуация улучшилась, средств на покупку новых боевых самолётов типа Mirage 2000 по-прежнему не было.
В 1994 году Соединённые Штаты сделали встречное предложение о модернизации 36 бывших A-4M Skyhawk Корпуса морской пехоты США в рамках сделки на 282 миллиона долларов США, которая будет реализована Lockheed Martin и включала приватизацию Fabrica Militar de Aviones (Завод военных самолётов), который впоследствии был переименован в Lockheed Martin Aircraft Argentina SA. В 2010 году FMA вернулась к правительству Аргентины как Fabrica Argentina de Aviones (FADEA).

### Производство
Техники ВВС Аргентины выбрали 32 планера A-4M (построенных в 1970/1976 гг.) и 4 планера TA-4F из Центра аэрокосмического обслуживания и регенерации на базе ВВС Дэвис-Монтан в Тусоне, штат Аризона, для модернизации. Планы модернизации включали:
- Капитальный ремонт планера, электропроводки и двигателя Pratt & Whitney J52P-408A.
- Установка катапультных кресел Douglas Escapac 1-G3
- Шлемы HGU-55/P
- OBOGS (бортовая система генерации кислорода)
- РЛС Westinghouse / Northrop Grumman AN / APG-66V2 (ARG-1)
- Органы управления HOTAS и «стеклянная» кабина (2 цветных ЭЛТ-экрана)
- Секстант Avionique/Thales Avionics SHUD
- Инерциальная навигационная система Litton/Northrop Grumman LN-100G
- Шина данных MIL-STD-1553B
- Два миссионерских компьютера General Dynamics Information Systems AN / AYK-14
- Northrop Grumman AN / ALR-93 (V) 1 — Станция предупреждения об облучении
- Постановщик помех AN / ALQ-126B
- Постановщик помех AN / ALQ-162
- Средства ракетного противодействия (ДО/ЛТЦ) ALR-47
- Свой — чужой AN / APX-72

А-4М были оснащены телевизионным и лазерным прицелом Hughes AN / ASB-19 Angle Rate Bombing System, но после переоборудования в A-4AR они были удалены, поскольку радар мог предоставлять те же данные.
Контракт предусматривал, что 8 планёров будут отремонтированы на заводе Lockheed-Martin в Палмдейле, Калифорния, а остальные (27) — в Кордове, Аргентина, в LMAASA. Также было поставлено не менее десяти планёров ТА-4J и А-4М для использования в качестве запасных частей, восемь дополнительных двигателей и новый тренажёр А-4АР.

## Судьба самолёта

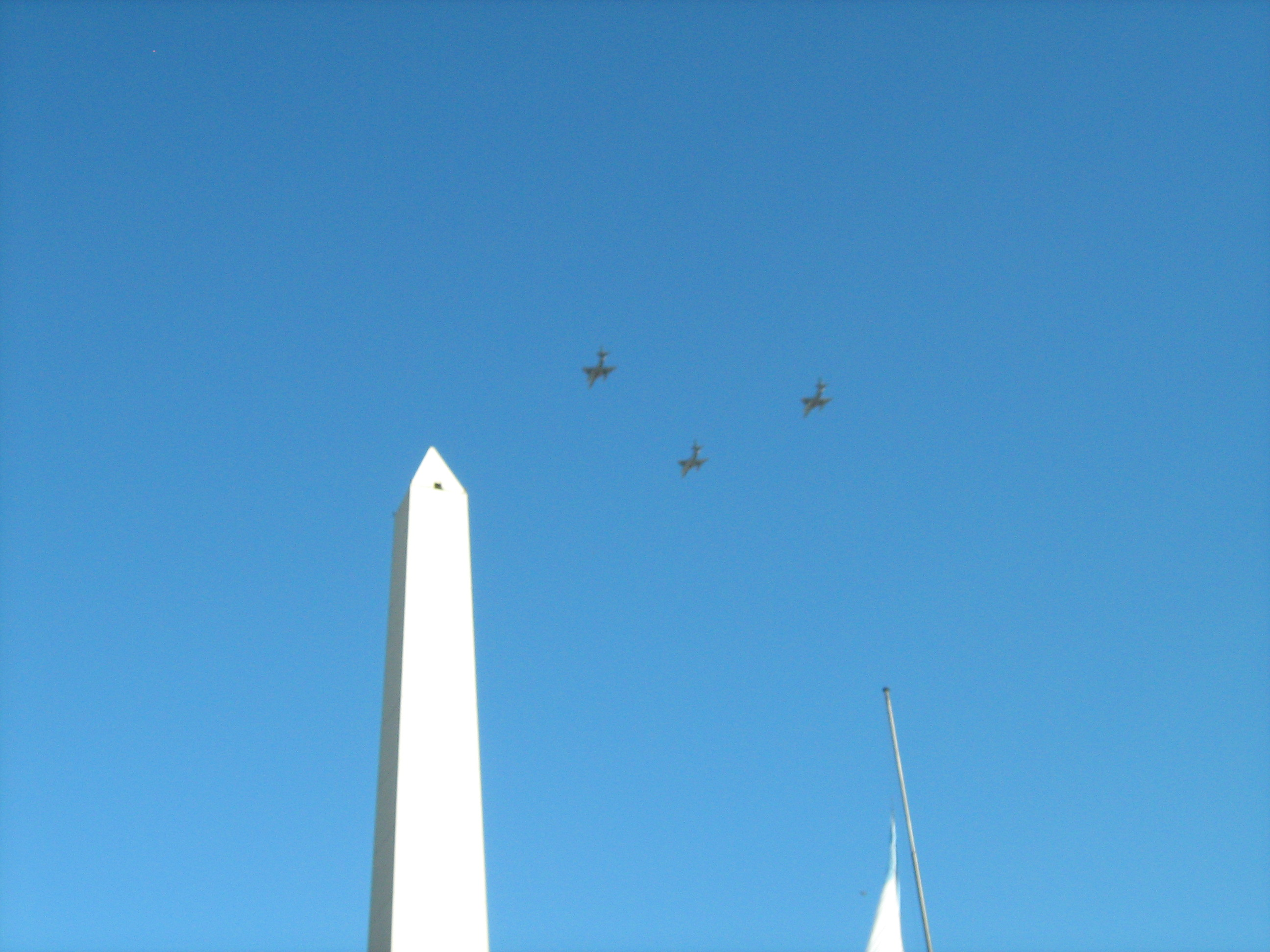
Пролёт A-4AR над Obelisk of Buenos Aires во время двухстолетия Аргентины

Fightinghawks, получившие серийные номера ВВС от C-901 до C-936, увидели, как их первая группа прибыла в Аргентину 18 декабря 1997 года, а первый «аргентинский» A-4AR был выкатан 3 августа 1998 года в Кордове. Последний, под номером 936, был поставлен ВВС в марте 2000 года. Два самолёта (одноместный и двухместный) некоторое время оставались в США для омологации оружия. Все A-4AR были доставлены в 5-ю авиабригаду (V Brigada Aerea) в Вилья-Рейнольдс, провинция Сан-Луис, где они заменили две эскадрильи ветеранов Фолклендских/Мальвинских островов A-4P (местное название A-4B) и A-4B. 4С. Вскоре они были развёрнуты по очереди по стране от Рио-Гальегоса на юге до Ресистенсии на севере, где их использовали для перехвата самолётов контрабандистов и наркоторговцев.
В сентябре 1998 года, всего через несколько месяцев после их прибытия, и снова в апреле 2001 года F-16 ВВС США посетили Виллу Рейнольдс для участия в совместных учениях Southern Falcon, известных как Aguila (по-испански Eagle) в Аргентине. В 2004 году A-4AR отправились за границу для совместных учений Cruzex вместе с бразильскими F-5 и Mirage, венесуэльскими F-16 и французскими Mirage 2000.
В ноябре 2005 года они были переброшены на авиабазу Тандил, чтобы обеспечить бесполётную зону для саммита Америки в Мар-дель-Плата, а позже встретились с чилийскими Mirage Elkans, бразильскими AMX и уругвайскими A-37 в Мендосе для совместных учений Ceibo.
В июле 2006 года они были отправлены в провинцию Кордова на 30-й саммит президентов МЕРКОСУР, а в августе и сентябре они снова отправились на север, в Бразилию, на совместные учения Cruzex III с Бразилией, Чили, Францией, Перу, Уругваем и Венесуэлой.
В июне 2008 года они были отправлены в провинцию Тукуман на саммит президентов МЕРКОСУР.
В августе 2009 года они были отправлены в Барилоче на саммит президентов УНАСУР. Позже в том же месяце они участвовали в Reconquista, Санта-Фе официального видео «Pre-Salitre»,  official video упражнения по подготовке к официальному видео «Salitre II» oficial video в октябре следующего года в Чили с Чили, Бразилией, Францией и США
1 мая 2010 года они участвовали в шоу Air Fest 2010 в аэропорту Морон и на авиабазе.video 25 мая 2010 года три A-4AR пролетели над авеню 9 июля в Буэнос-Айресе в рамках шоу, посвящённого двухсотлетию Аргентины.
В августе 2010 года самолёт ввёл бесполётную зону в Сан-Хуане для саммита президентов МЕРКОСУР. В сентябре они присоединились к остальным самолётам ВВС в Реконкисте, Санта-Фе, для манёвров интеграции ICARO III. В ноябре они перебрались на авиабазу Тандил для участия в XX Иберо-американском саммите в Мар-дель-Плата.
В январе 2016 года министр обороны Аргентины Хулио Мартинес подтвердил, что все истребители ВВС Lockheed Martin A-4AR Skyhawk (Fightinghawk) заземлены. Первоначально это было связано с истечением срока годности взрывчатых патронов в катапультных сиденьях, но позже выяснилось, что возникли дополнительные проблемы. Только 4-5 были признаны годными к полётам, а остальные находились на хранении на вилле Рейнольдс.
В мае 2017 года они участвовали в праздновании годовщины Майской революции 2017 года.
К 2020 году сообщалось, что всего шесть самолётов все ещё находятся в рабочем состоянии.

## Варианты

#### A-4AR
32 переделано из A-4M

#### OA-4AR
32 переделано из TA-4F

## Операторы
Аргентина
- ВВС Аргентины — 36 получено (32 A-4AR, 4 OA-4AR)[7]

## Инциденты
По состоянию на август 2020 года за 20 лет службы потеряно четыре самолёта:
- 6 июля 2005 г .: A-4AR с регистрационным номером C-906 недалеко от Хусто Даракт, провинция Сан-Луис, погиб пилот лейтенант Орасио Мартин Флорес (29 лет).[8]
- 24 августа 2005 г .: A-4AR с регистрационным номером C-936 недалеко от Рио-Куарто, Кордова, пилот благополучно катапультировался.[9]
- 14 февраля 2013 г .: C-902 с регистрационным номером OA-4AR разбился при посадке в аэропорту Анхель Арагонес недалеко от Сантьяго-дель-Эстеро, оба пилота благополучно катапультировались.[10]
- 5 августа 2020 г .: A-4AR с регистрационным номером C-925 возле Виллы Рейнольдс, Сан-Луис, пилот капитан Гонсало Фабиан Бритос Вентурини катапультировался, но был найден мёртвым.[11]

## Тактико-технические характеристики
Источник данных: Data from FAA Official site and A-4 Skyhawk

Технические характеристики
- Экипаж: 1 пилот или 2 (OA-4AR)
- Длина: 12,30 м
- Размах крыла: 8,38 м
- Высота: 4,57 м
- Площадь крыла: 24,15 м?
- Масса пустого: 4,900 кг
- Масса снаряжённого: 11,100 кг
- Максимальная взлётная масса: 11,136
- Силовая установка: 1 ×  Pratt & Whitney J52-P-408A turbojet
- Тяга: 1 × 11,200 lbf

Лётные характеристики
- Максимальная скорость: 1,080 км/ч
- Боевой радиус: 3,220 км
- Практический потолок: 12,880 м
- Скороподъёмность: ~43 м/с
- Нагрузка на крыло: 344,4 кг/м?
- Тяговооружённость: 0,51

Вооружение
- Стрелково-пушечное: 2 ? 20-мм пушка Colt Mk 12 cannon (боезапас — 100 снарядов на ствол)
- Управляемые ракеты: * AIM-9 Sidewinder
- ARM-657 Mamboreta

## Примечание
1. ↑  backing the Humphrey-Kennedy amendment to the Foreign Assistance Act of 1976, the Carter administration placed an embargo on the sale of arms and spare parts to Argentina and on the training of its military personnel  Архивная копия от 21 марта 2022 на Wayback Machine<ref> были дополнительные ограничения, когда Соединенное Королевство также ввело эмбарго на поставки оружия в 1982 году. Единственными боевыми самолётами, которые могли получить ВВС, были 10 Mirage 5P, переданные из ВВС Перу, 19 ветеранов Шестидневной войны Mirage IIICJ из Израиля и 2 учебно-тренировочных самолёта Mirage IIIB ВВС Франции.

В 1989 году Карлос Менем был избран президентом Аргентины и быстро установил проамериканскую внешнюю политику, в результате чего страна получила статус крупного союзника, не входящего в НАТО (MNNA).<ref>… represents our recognition of the importance of Argentina’s leadership and cooperation in the field ofinternational peacekeeping, notably during Operation Desert Shield/Desert Storm, in Haiti, in its role in supervising the peace between Peru and Ecuador, and in nearly a dozen other international peacekeeping efforts … Архивная копия от 9 июня 2011 на Wayback Machine
2. ↑  Six A-4M batches Serials Архивировано 31 августа 2008 года.
3. ↑  Archived copy. Дата обращения: 25 октября 2009. Архивировано из оригинала 31 марта 2009 года. C-905 = 159472, C-906 = 158161, C-907 = 158167, C-908 = 158178
C-909 = 158419, C-910 = 158193, C-911 = 158429, C-912 = 159471
C-913 = 159493, C-914 = 159778, C-915 = 159780, C-916 = 160029
C-917 = 158164, C-918 = 158423, C-919 = 158171, C-920 = 158426
C-921 = 159475, C-922 = 160045, C-923 = 159470, C-924 = 160025
C-925 = 158413, C-926 = 160032, C-927 = 160035, C-928 = 160039
C-929 = 160040, C-930 = 160042, C-931 = 160043, C-932 = 159478
C-933 = 159483, C-934 = 159486, C-935 = 159487, C-936 = 159783
4. ↑  Two seats C-901 BuNo 154328, C-902 BuNo 154294, C-903 BuNo 154651 & C-904 BuNo 153531 are TA-4F built airframes later converted to the OA-4M variant. On the contrary the single seats were originally built as A-4M Архивировано 30 декабря 2008 года.
5. ↑  ejercicio pre salitre 2009' FAA site Архивировано 18 августа 2009 года.
6. ↑  Archived copy. Дата обращения: 5 января 2010. Архивировано из оригинала 22 июля 2011 года.
7. ↑  Argentine A-4AR fighter jet crashes near Cordoba, pilot dead. Дата обращения: 21 марта 2022. Архивировано 29 сентября 2020 года.
8. ↑  «Accidentes aéreos en San Luis» Архивировано 27 апреля 2009 года.  (исп.)
9. ↑  «Se estrelló un A-4AR de la FAA» Архивировано 7 ноября 2005 года.  (исп.)
10. ↑  Milagro en Santiago del Estero tras la caída de un avión de la Fuerza Aérea (исп.). 14 февраля 2013. Архивировано 24 июня 2018. Дата обращения: 21 марта 2022.
11. ↑  Murió un piloto tras eyectarse de un avión de combate de la Fuerza Aérea (исп.). 5 августа 2020. Архивировано 11 марта 2022. Дата обращения: 21 марта 2022.